# Tatsurō Okuda
Tatsurō Okuda (japanisch 奥田 達朗 Okuda Tatsurō; * 20. September 1988 in der Präfektur Nara) ist ein japanischer Fußballspieler.

## Karriere
Tatsurō Okuda erlernte das Fußballspielen in der Schulmannschaft der Nara Ikuei High School und der Universitätsmannschaft der Aichi-Gakuin-Universität. Seinen ersten Vertrag unterschrieb er 2011 bei Sagan Tosu. Der Verein aus Tosu spielte in der zweithöchsten Liga des Landes, der J2 League. 2011 wurde er mit dem Verein Vizemeister der zweiten Liga und stieg in die erste Liga auf. Für den Verein absolvierte er neun Ligaspiele. 2016 wechselte er nach Iwata zum Ligakonkurrenten Júbilo Iwata. V-Varen Nagasaki, ein Zweitligist aus Nagasaki, nahm ihn im Januar 2017 unter Vertrag. Im gleichen Jahr feierte er mit Nagasaki die Vizemeisterschaft und den Aufstieg in die erste Liga. 2019 wechselte er nach Kōchi zum Regionalligisten Kōchi United SC. Am Ende der Saison feierte er mit Kōchi die Meisterschaft der Shikoku Soccer League und den Aufstieg in die vierte Liga. Nach dem Aufstieg verließ er den Verein und schloss sich dem Viertligisten Nara Club an. Hier stand er bis Saisonende unter Vertrag. In der vierten Liga kam er nicht zum Einsatz. Am Ende der Saison wurde sein Vertrag nicht verlängert. Seit Anfang 2022 ist er vertrags- und vereinslos.

## Erfolge
Kōchi United SC
- Shikoku Soccer League: 2019